# 利豐

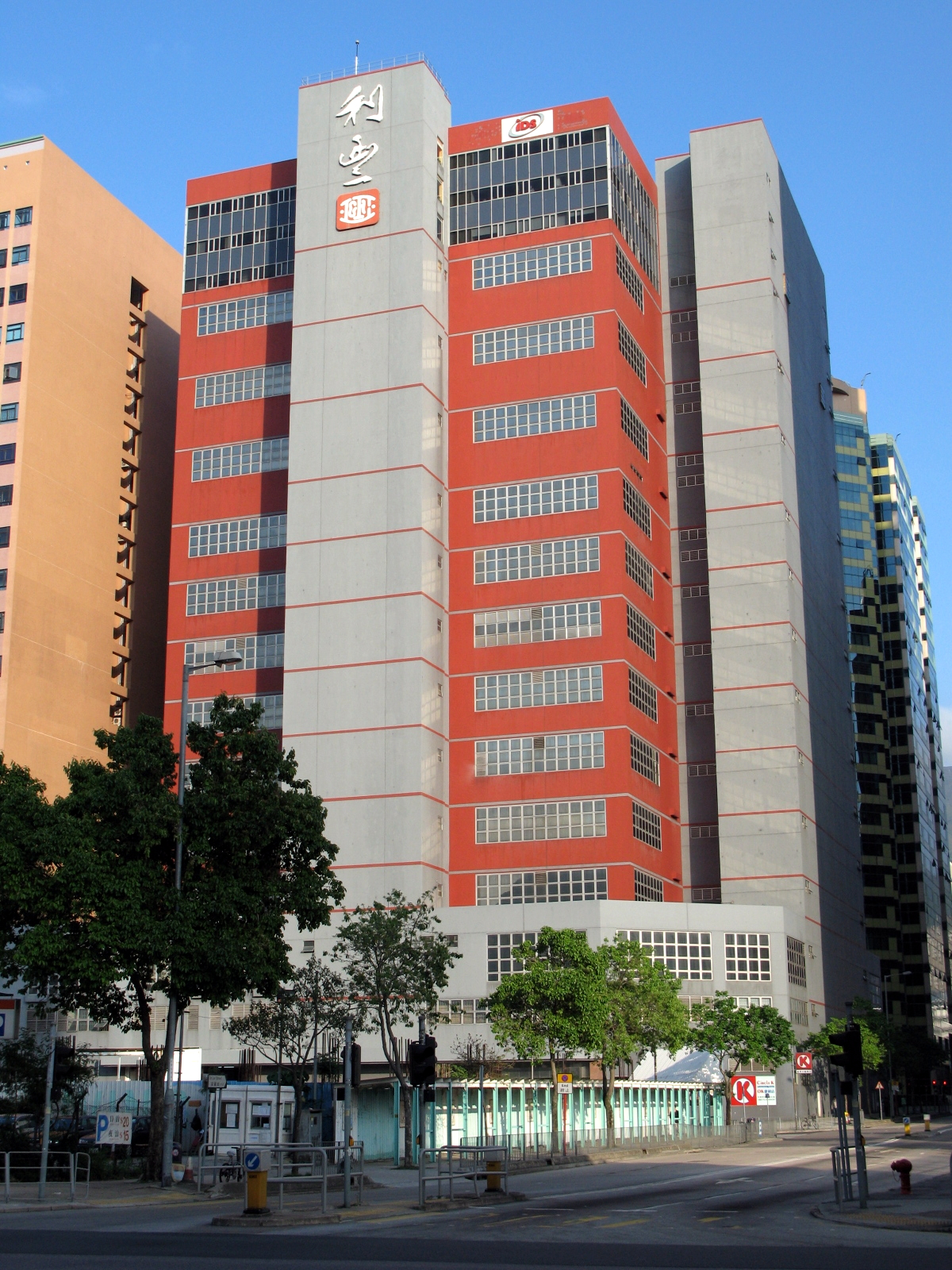
沙田石門利豐中心

利豐有限公司（英語：Li & Fung Limited，港交所除牌前：0494.HK）是曾在香港交易所上市之大型綜合企業公司，主要業務是消費產品之出口貿易。其消費產品包括成衣、時尚飾物、玩具與遊戲、運動用品、傢具、手工藝品、鞋類與餐具等。公司在百慕達註冊，董事局榮譽主席為馮國經，董事局主席馮國綸。利豐集團及部分附屬公司總部設於長沙灣道888號利豐大廈。

## 企業歷史
1906年，利豐公司由李道明和馮柏燎於中國廣州創立，是當時中國第一家華資的對外貿易出口商。
1937年12月28日，馮柏燎的第三子馮漢柱在香港成立分公司利豐（1937）有限公司。
1943年，利豐創辦人之一馮柏燎去世後，業務移交馮氏家族第二代。其後馮氏家族逼迫合夥人李道明將股份全數賣給馮柏燎家族，但公司名稱未有變更，「利豐」二字，其中藏有兩位創辦人的姓氏（李姓及馮姓）。
1950年代，香港成為以製造生產主導的勞工密集市場經濟，利豐最初的出口產品類別包括服裝、玩具、電子及塑膠花等，馮漢柱將利豐發展成為香港以現金計算的最大出口商之一。
1970年代初，馮氏家族第三代馮國經和馮國綸自美國留學回港，加入利豐家族業務。
2012年8月20日，利豐母公司利豐集團改名為馮氏集團。
2012年12月16日，利豐以代價5400萬美元（約4.212億港元），向主要股東馮氏控股（1937-HK）出售利豐亞洲（台灣）全部權益，以轉型作品牌特許授權業務，主要從事「Roots」品牌服裝及配飾零售業務。
2016年5月3日，大昌行以3.5億美元（逾27.3億港元）現金，收購利豐旗下亞洲消費品及健康保健用品分銷業務（LF Asia Distribution）全部股權。是項協議並不包括利豐的物流及美容產品業務。
2019年6月28日，新加坡主權基金淡馬錫控股間接全資附屬Dahlia Investments Pte斥資3億美元（約23.4億港元）入股利豐旗下利豐物流約21.7%股權。
2021年，全球最大貨櫃航運公司馬士基集團（AP Moller-Maersk）正式公布，以36億美元（約280億港元）現金，收購利豐馮氏家族控股的利豐物流全數股權，預料可於2022年完成交易。利豐物流以香港為總部，由利豐持股78.3%、新加坡淡馬錫持股21.7%，在亞洲提供合同物流服務及在全球提供貨運管理服務。
2022年8月31日，利豐宣布已完成向馬士基出售旗下LF Logistics各實體的物流業務。按企業價值計算，利豐出售的LF Logistics業務價值為36億美元。

## 主要收購
1995年開始，利豐透過收購手段將競爭對手一一收歸旗下。
1995年，利豐收購英之傑採購服務（Inchcape Buying Services，前身為天祥）；
1999年，利豐收購太古集團旗下的太古貿易有限公司（Swire & Maclaine Ltd.）和金巴莉有限公司（Camberley Enterprises Ltd.）；
2000年和2002年，利豐分別收購香港採購出口集團由盛智文擁有的「Colby Group」及美利洋行（Janco Oversea Limited）。
2009年10月20日，利豐以31.34億港元（4.018億美元），收購美國童裝及男士服飾銷售公司Wear Me Apparel。
2010年5月，利豐收購了以香港為總部、香水及個人護理產品企業Jackel Group；
2010年6月，利豐收購香港牛仔服裝設計HTP Group，以及美加領先的男女配飾設計及分銷公司Cipriani Accessories Inc.及其聯營公司The Max Leather Group絕大部份資產。
2013年1月15日，利豐以1.9億美元，收購個人護理品牌Lornamead Acquisitions Limited及其附屬公司（“Lornamead”）。Lornamead擁有及管理多個美國、德國及英國個人護理品牌，如Finesse, CD, Aqua Net, Yardley及Lypsyl，產品種類包括美發、身體護理、護膚及口腔護理。是項收購並不包括Lornamead資產負債表上之現金，但收購不包括美國以外Yardley業務等。（Lornamead已於此收購項目前分開賣出）

## 上市公司歷史
1973年4月，利豐在香港聯交所上市（證券代號：0494），獲超額認購113倍，正式成為香港上市公司。
1989年，利豐為重整家族股權架構及專注核心業務發展將公司進行私有化，由管理層收購全部股權，將公司集中在出口貿易及零售兩項業務。
1992年，利豐出口貿易業務以「利豐有限公司」名稱，第二次在香港聯交所上市（證券代號：0494）。
2000年，利豐成為恒生指數成分股。
2011年3月24日，利豐（港交所：0494）宣布將股份拆細，一拆二股，拆細後繼續以每手二千股為買賣單位，以降低入場費及增加該股市場流通量，從而吸引更多投資者及擴大其股東基礎，於2011年5月19日正式生效。
2012年3月27日，利豐透過先舊後新方式，按每股18.52至18.82元，配股集資5億美元（約39億港元），所得將作一般營業資金。
2017年2月10日，利豐被剔出恆生指數成份股，由吉利汽車取代。
2020年3月20日，大股東馮國經、馮國綸家族伙拍中資財團GLP組成控股公司，以每股1.25元作價提出私有化，預料所需現金總額約72.2億港元（9.3億美元）。
2020年5月，利豐以每股1.25元完成私有化并且退市。

## 外部連結
- 馮氏集團
- 利豐網站Portuguese Web Archive的存檔，存档日期2008-02-19
- 利豐集團網站（页面存档备份，存于）
- 利邦集團網站 （页面存档备份，存于）